# Raphael Cotoner
Raphael Cotoner y de Oleza (Palma di Maiorca, 1601 – La Valletta, 20 ottobre 1663) è stato Gran Maestro dell'Ordine di Malta dal 1660 fino alla sua morte.

## Biografia
Originario dell'Aragona, egli viene descritto dalla prima documentazione come uomo pieno di spirito nella causa e molto religioso. Di lui sappiamo che venne eletto Balivo dell'Isola di Maiorca e che venne eletto alla carica di Gran Maestro il 5 giugno 1660.
Fu sotto la reggenza di Cotoner che a Malta, per conto del commendatore Balbiano, venne costruita la strada pubblica che costeggia il porto principale dell'Isola. Cotoner fu inoltre patrono delle arti e fece ornare il soffitto della chiesa di San Giovanni di La Valletta con scene della vita del santo dipinte ad opera del celebre pittore Mattia Preti, detto il Cavaliere calabrese.
Si spense a La Valletta il 20 ottobre 1663 a causa di una febbre contagiosa e venne succeduto alla carica di Gran Maestro dal fratello Nicolas.